# Verzeping

Verzeping van een diglyceride

Verzeping is een vorm van hydrolyse, die wordt gebruikt om zeep mee te maken. Vet wordt bij verzeping met behulp van een basische oplossing in een alcohol en een vetzuur gesplitst, zodat er zeep ontstaat.
Bij de hydrolyse van een vette ester ontstaan glycerol en vrije vetzuren. Dit is een evenwichtsreactie. De vetzuren verzepen door de aanwezige base afhankelijk van de gebruikte base tot natrium- of kaliumzouten, waarbij de evenwichtsreactie afloopt. Hierbij ontstaan zeep en water.

## Websites
- PCC-groep. Vetten, 23 november 2022.